# Gustav Marchet
Gustav Marchet, född 29 maj 1846 i Baden vid Wien, död 27 april 1916 i Schlackenwerth i Böhmen, var en österrikisk nationalekonom och politiker.
Marchet blev 1882 professor i nationalekonomi vid Wiens jordbrukshögskola, invaldes 1891 i riksrådets deputeradekammare, där han blev medlem av tyska framstegspartiet, och var juni 1906 till november 1908 undervisningsminister (i ministären Max Wladimir von Beck).
Bland Marchets skrifter märks 1848-1888. Ein Rückblick auf die Entwickelung der österreichischen Agrarverwaltung (1889) med fortsättningen 1888-1898. Ein Rückblick auf die Entwickelung der österreichischen Agrarverhältnisse (1899) samt Das Recht des Landwirtes (andra upplagan, två band, 1900).